# Казанська ікона Божої Матері

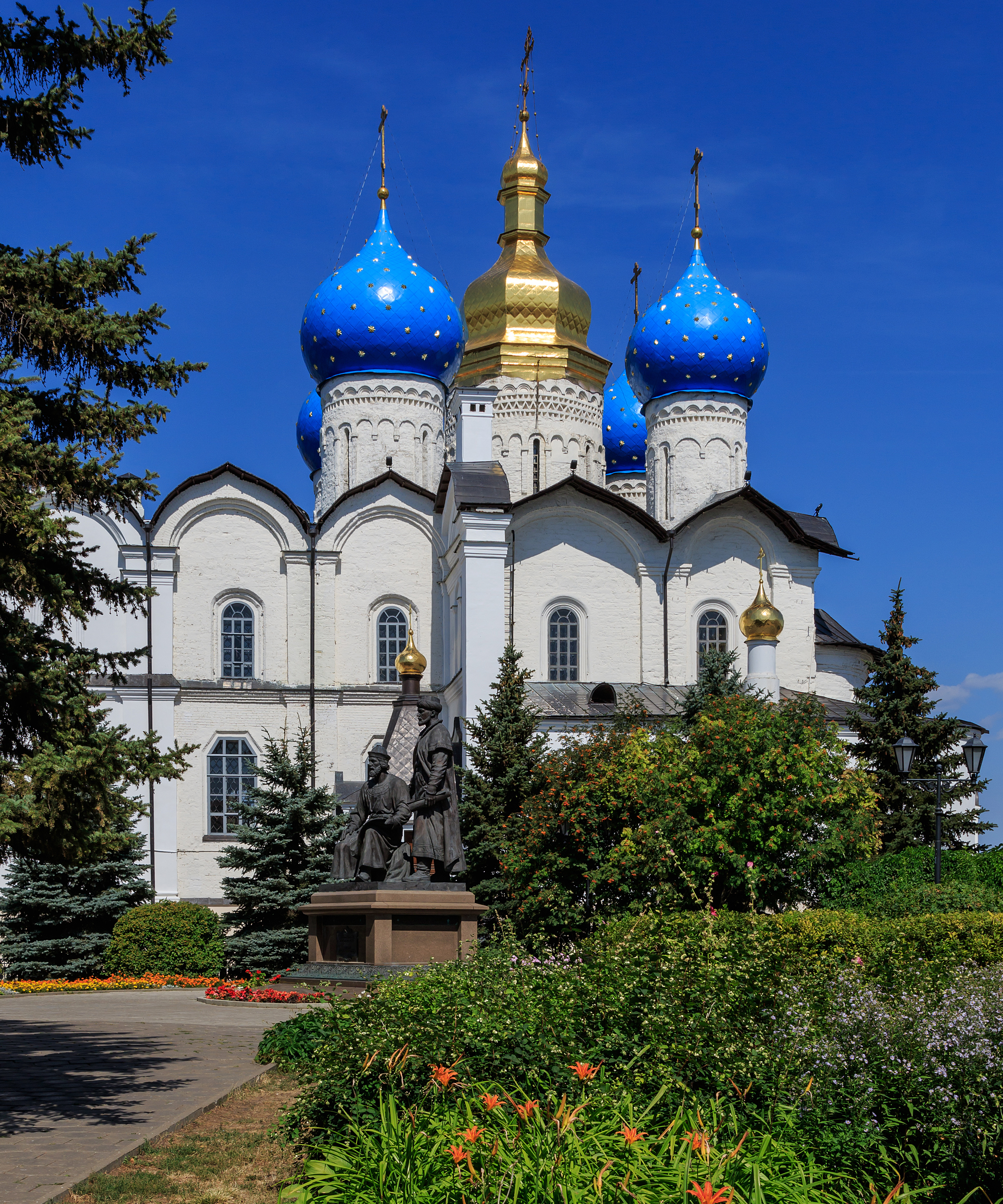
Собор Благовіщення Діви Марії, Казань

Каза́нська іко́на Бо́жої Ма́тері — одна з найбільших святинь російської православної церкви, є однією з найвідоміших і найшанованих ікон Божої Матері на теренах Росії. За легендою, у 1579 році, під час царювання Івана Грозного, Богородиця з'явилася дев'ятирічній дівчинці Мотроні в Казані, при Московському митрополиті Антонії та Казанському архиєпископі Єремії, для укріплення віри Христової серед магометан, які населяли Казанське царство. Богородиця наказала Мотроні сповістити духовну і світську владу міста, щоб вони взяли ікону Її з глибин землі, і вказала саме місце на пожарищі згорілого будинку батьків дівчини, де і перебувала ікона.
28 серпня 2004 року голова папської ради зі сприяння християнській єдності кардинал Вальтер Каспер передав патріархові Московському і всієї Росії Алексію II шанований список (копію) XVIII століття Казанської ікони Божої Матері, що багато років тому залишив межі Росії й 11 років зберігався у покоях Папи Римського Івана Павла II. Урочиста церемонія відбулася в Успенському соборі московського кремля після Патріаршого богослужіння на честь свята Успіння Пресвятої Богородиці.
Під впливом довготривалої московської експансії зображення Казанської ікони Божої Матері стало досить поширеним і в Україні. З метою деросіянізації релігійної сфери в Україні та популяризації українських ікон Священний Синод Православної Церкви України на засіданні 14 липня 2024 року ухвалив рішення вилучити з українського церковного календаря 22 жовтня згадку Казанської ікони Божої Матері, оскільки це місцеве святкування було встановлене в московській державі на згадку про «звільнення москви від поляків» у 1612 році. Разом з тим, згадка Казанської ікони ще залишається в календарі ПЦУ 8 липня.

## Історичне значення Казанської ікони
День Казанської ікони Божої Матері святкується 22 жовтня за старим стилем (4 листопада за новим) на честь взяття ополченням громадянина Мініна та князя Пожарського московського Китайгорода, а наступного дня — і московського кремля. 25 жовтня війська Мініна і Пожарського хресним ходом на чолі зі списком (копією) Казанської ікони Божої Матері ввійшли до Москви. На 22 жовтня на честь порятунку Москви від поляків встановлено особливе святкування Казанської ікони Божої Матері. Спочатку воно розповсюджувалося на Москву, а після 1649 року, по повелінню царя Олексія Михайловича, — на всю Московську державу.
Особливе значення цей образ мав для Петра І. 1709 року напередодні Полтавської битви царю сказали, що в селі Каплунівці знаходиться чудотворний список (копія) Казанської ікони Божої Матері[джерело?]. За указом Петра І образ був доставлений у стан російської армії, який знаходився під Харковом. Очікуючи битви, цар довго молився перед іконою Божої Матері, він повелів тричі обнести образ перед полками. Під час битви 27 червня ікона стояла на полі бою.
З часів Катерини II Казанська ікона Божої Матері вважається покровителькою російських імператорів.
Князь Михайло Кутузов, призначений головнокомандувачем російської армії, готуючись до від'їзду на фронт, молився перед чудотворною іконою зі сльозами за порятунок Росії. А 25 грудня 1812 року, у свято Різдва Христова, у Казанському соборі перед Казанською іконою служили перший благодарствений молебень «За позбавлення Росії від нашестя галів і з ними двунадесяти язиків».